# Bertrand Crasson
Bertrand Crasson (Brüsszel, 1971. október 5. –) belga válogatott labdarúgó.
A belga válogatott tagjaként részt vett az 1998-as világbajnokságon.

## Sikerei, díjai
Anderlecht
- Belga bajnok (6): 1990–91, 1992–93, 1993–94, 1994–95, 1999–00, 2000–01
- Belga kupa (1): 1993–94
- Belga szuperkupa (6): 1991, 1993, 1994, 1995, 2000, 2001